# 行道树

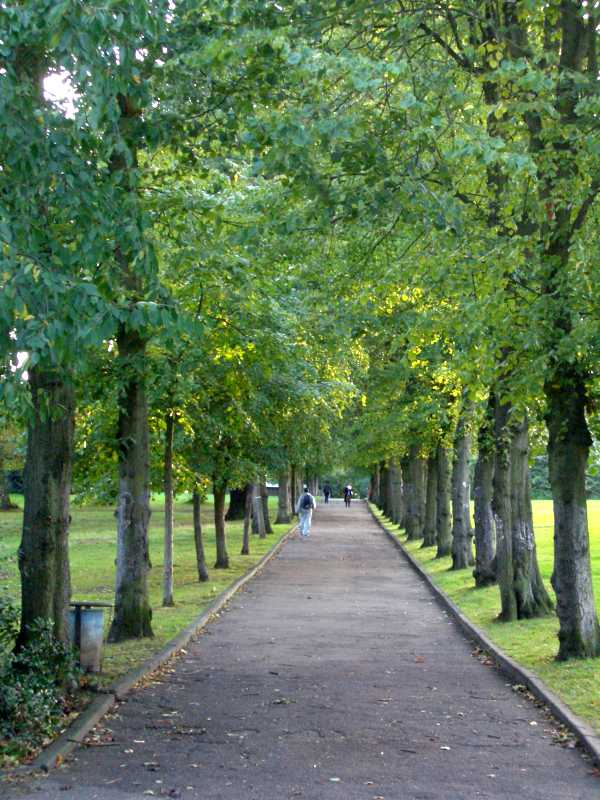
倫敦亞歷山德拉公園內栽植的行道樹

行道樹是指在公路或街道两旁成行栽植的木本植物；
選擇原則主要為:
1.生長特性選擇原则；
2.原生樹種優先原则；
3.環境調節功能原则；
4.與本地主要農林業作物為不同科屬，以減少共通病蟲害傳播原则。